# Томислав Пашквалин
Томислав Пашквалин (29 серпня 1961) — югославський ватерполіст.
Олімпійський чемпіон 1984, 1988 років.
Чемпіон світу з водних видів спорту 1986 року.
Срібний призер Чемпіонату Європи з водного поло 1985, 1987 років.
Переможець Середземноморських ігор 1983 року.